# Friedrich Heubner
Friedrich Leonhard Heubner (* 24. Dezember 1886 in Dresden; † 26. September 1974 in München) war ein deutscher Gebrauchsgraphiker, Maler, Zeichner und Illustrator.

## Leben
Vor 1908 studierte Heubner an der Dresdner Kunstgewerbeschule und von 1908 bis 1910 an der Münchner Kunstgewerbeschule bei Julius Diez. 1913/14 hielt er sich in Paris auf. 1914 war er Gründungsmitglied der Künstlergruppe Die Sechs, der auch Emil Preetorius, Valentin Zietara, Franz Paul Glass, Carl Moos und Max Schwarzer angehörten.
1914 bis 1918 leistete Heubner Kriegsdienst. 1916 war er in der Galerie Ernst Arnold auf der „Zweiten Ausstellung Dresdner Künstler die im Heeresdienst stehen“ vertreten. Ab 1920 war er Mitglied der Münchener Secession und stellte regelmäßig dort aus. 1927 wurde er Professor für freie Graphik an der Münchner Kunstgewerbeschule, 1932 bis 1940 an der Nürnberger Staatsschule für angewandte Kunst und ab 1940 bis zu seiner Pensionierung 1949 an der Akademie in München.
1944 wurde sein Atelier in München zerstört und Heubner lebte bis 1951 in Chieming.

## Werk
Heubner befreite sich schnell vom Münchner Jugendstil und entwickelte einen eigenen schwungvollen Zeichnungsstil. Es entstanden Karikaturen für die Jugend, Die Gartenlaube und den Simplicissimus. Zunächst trat Heubner als Plakatgestalter in Erscheinung. Für einen Plakatentwurf zur ersten Ausstellung des Deutschen Werkbundes 1914 in Köln erhielt er einen Preis. Er entwarf Werbeplakate, aber auch politische, unter anderem für den Bayrischen Ordnungsblock (BOB). In den 1920er Jahren wandte er sich stärker der Buchillustration zu und schuf Radierungen sowie Lithographien. In seinen vor allem auf Reisen entstandenen Gemälden der 1920er Jahre kam er zu einer expressiven Auffassung der Landschaft.
Heubner war mit insgesamt 13 Werken zwischen 1938 und 1944 auf den Großen Deutschen Kunstausstellungen im Münchner Haus der Deutschen Kunst vertreten, alles unverfängliche Landschaftsdarstellungen.
Kulturhistorisch bedeutend sind seine Zeichnungen, die ab 1945 das zerstörte München und den Wiederaufbau zeigen, viele davon befinden sich heute in der Sammlung des Münchner Stadtmuseums. Nach seiner Pensionierung entstanden wieder vermehrt Landschaften und Stillleben. In den 1950er Jahren gestaltete Heubner in der Mayer’schen Hofkunstanstalt Glasmalereifenster, hauptsächlich mit Märchenmotiven. Gelegentlich werden Arbeiten des Künstlers, vor allem die nach 1945 entstandenen Gemälde, im Auktionshandel angeboten.

## Illustrationen
- A. de Nora: Meine Käfersammlung (Species Bavaricae). Humoristisch-satirische „Jugend“- Bilderbogen aus Bayern. Illustriert von Friedrich Heubner und Julius Diez, Staackmann/Leipzig 1911
- Friedrich Heubner: Sirenen. Eine Folge von elf Radierungen, München, Schmidt, München 1921
- Daniel Defoe: Robinson Crusoe. Der Bücherwinkel, 1922, mit 20 sign. Radierungen auf Tafeln sowie 2 radierte Vignetten im Text.
- Christian D. Grabbe: Scherz, Satire, Ironie und tiefere Bedeutung. Ein Lustspiel in drei Aufzügen. Mit Illustrationen von Friedrich Heubner, Insel, Frankfurt am Main 1987
- Jakob Wassermann: Geronimo de Aguilar. Mit 13 Radierungen von Fritz Heubner. Avalun-Verlag, Wien-Hellerau 1923.
- Gustave Flaubert: Salambo.  Mit 30 Radierungen von Fritz Heubner. Verlag Dr. J. Schröder, München 1925